# Sámar del Norte
Sámar del Norte (samareño: Amihanan nga Samar; cebuano: Amihanang Samar; tagalo: Hilagang Samar; inglés: North Samar) es una provincia de Filipinas. Se localizada en el norte parte de la isla de Sámar en las Bisayas orientales. Catarmán es la capital de la provincia. Al sur de la provincia se localizan las provincias de Sámar y Sámar oriental. Al noroeste de la provincia a través del estrecho de San Bernardino se sitúa la provincia de Sorsogon en la isla de Luzón; al este está el mar Filipinas y al oeste el mar de Sámar.

## Los gentes
La mayoría de la población habla samareño. Pero en los municipios del San Antonio y San Vicente y San Isidro, se hablan cebuano. En la isla del Capul, los habitantes hablan un idioma llamado inabaknon.

## División administrativa
Estos son los municipios de la provincia, con capital en Catarmán.
| Nombre        | Población (censo de 2020) | Número de barangayes |
| ------------- | ------------------------- | -------------------- |
| Allen         | 25 228                    | 20                   |
| Biri          | 11 274                    | 8                    |
| Bobon         | 25 964                    | 18                   |
| Capul         | 12 323                    | 12                   |
| Catarmán      | 97 879                    | 55                   |
| Catubig       | 32 174                    | 47                   |
| Gamay         | 23 367                    | 26                   |
| Laoang        | 60 607                    | 56                   |
| Lapinig       | 11 844                    | 15                   |
| Las Navas     | 36 621                    | 53                   |
| Lavezares     | 29 390                    | 26                   |
| Lope de Vega  | 14 690                    | 22                   |
| Mapanas       | 14 234                    | 13                   |
| Mondragón     | 41 415                    | 24                   |
| Palapag       | 34 034                    | 32                   |
| Pambujan      | 35 532                    | 26                   |
| Rosario       | 10 949                    | 11                   |
| San Antonio   | 8882                      | 10                   |
| San Isidro    | 27 867                    | 14                   |
| San José      | 17 641                    | 16                   |
| San Roque     | 29 882                    | 16                   |
| San Vicente   | 6928                      | 7                    |
| Silvino Lobos | 15 100                    | 26                   |
| Victoria      | 15 361                    | 16                   |